# Elmohardyia replicata
Elmohardyia replicata är en tvåvingeart som först beskrevs av Hardy 1948. Elmohardyia replicata ingår i släktet Elmohardyia och familjen ögonflugor.
Artens utbredningsområde är Panama. Inga underarter finns listade i Catalogue of Life.